# Jonah from Tonga
 Jonah from Tonga es una serie de televisión australiana, escrita y protagonizada por el comediante Chris Lilley.  La serie, que tiene un formato de falso documental sigue a Jonah Takalua, un rebelde muchacho australiano de 14 años de ascendencia tongana que había sido introducido en la serie Summer Heights High de Lilley en 2007.  Al final de esa serie, Jonah fue expulsado de Summer Heights High.  En esta serie, su padre, Rocky Takalua, lo ha enviado de regreso a su tierra natal de Tonga para vivir con su tío y su familia a fin de que la vida de Jonah vuelva a encarrilarse.  La serie de seis episodios fue producida por Princess Pictures y Chris Lilley en conjunto con la Australian Broadcasting Corporation, y fue emitida por ABC1 en Australia, por HBO en América y BBC Three en el Reino Unido.  En Nueva Zelanda, la  Māori Television transmitió el primer episodio el 29 de julio de 2017, pero luego retiraron los episodios posteriores.
La serie completa estuvo disponible para transmisión en línea durante un fin de semana del 2 de mayo al 4 de mayo en BBC iPlayer y ABC iview, antes de comenzar la transmisión de seis semanas en ABC1 el 7 de mayo de 2014 y del 8 de mayo en BBC Three. La serie en sí fue un "desastre de clasificación" tanto para la ABC como para la BBC.  Más tarde se anunció que toda la serie se proyectaría en cines selectos en varias ciudades australianas, seguidas de una sesión de preguntas y respuestas con Chris Lilley. Estos eventos se cancelaron posteriormente.

## Producción
El 27 de noviembre de 2013, Lilley confirmó que volvería a interpretar a Jonah Takalua (Summer Heights High) para una nueva serie titulada Jonah de Tonga en 2014.
La productora con sede en Melbourne, Princess Pictures y Chris Lilley produjeron la serie con la Australian Broadcasting Corporation y HBO.  Parte de la serie fue rodada en The Grange P-12 College, una escuela de los suburbios del oeste de Melbourne. 

## Personajes

### Familia de Jonah
- Chris Lilley como Jonah Takalua, el protagonista de la serie. Él anteriormente había aparecido en Summer Heights High.
- Tama Tauali'i como Moses Takalua,  hermano menor de Jonah. Tiene un talento para el canto. Junto con Jonah, es un miembro  de Fobba-licious.
- Isaia Noa como Rocky Takalua, el padre de Jonah. En la serie predecesora fue interpretado por Tovia Matiasi.
- Linda Horan como Aunty Grace, la tía de Jonah, quién muestra afecto hacia él.
- Jane Reupena-Niko como Melody, la prima de Jonah, a quien encuentra atractiva e intenta salir.
- Eigawe Caza como Mary Takalua, La hermana de Jonah, con quien no se lleva bien, y la acosa por sobrepeso.
- Tevita Manu como el Tío Mamafu, el tío de Jonah, quien decide que ya no puede vivir con él en Tonga.

### Personal de Holy Cross High School
- Doug Bowles como Mr. Joseph, el maestro a cargo de Lazarus House.  Tiene dificultad para enseñar a Jonah, lo que a menudo conduce a la violencia. Más tarde se jubila debido a que la Oficina de Educación Católica considera que Lazarus House no es satisfactoria.
- Uli Latukefucomo el Mr. Fonua, alias "Kool Kris", un joven trabajador, que alienta al equipo de Fobba-licious a participar en la competencia Feel Da Beat.
- Meaghan Butler como Miss Hunt, una joven maestra de la escuela secundaria de Holy Cross a la que todos los chicos encuentran atractiva.
- Dorothy Adams como la Hermana Mónica, una ingenua pero amable oficial de administración en la escuela a cargo de la enfermería .

### Estudiantes de Holy Cross High School
- Jason Moleli como Manu, miembro de Fobba-Liscious.
- Lafaele Tauli'i como Israel, miembro devoto de Fobba.
- Tana Laasia como Sonny, miembro de Fobba-Liscious.
- Bryce Padovan como Graydon, es el novio de Mary, y el capitán de la escuela. Además es el enemigo acérrimo de Jonah.

### Centro de Justicia Juvenil de Garingal
- Belinda Sharp como Therese Cooper, una oficial del Centro Juvenil.
- Mose Mose como Kevin, el compañero de Jonah en el Centro Juvenil a quien él encuentra aburrido.
- Braydan Pittman (ahora conocido como el rapero 'SESK') como Jarrod, uno de los niños aborígenes en la prisión que no respeta a Jonah.

## Recepción
La serie recibió críticas mixtas, lo que atrajo críticas tanto por su retrato de tonganos. La serie fue mal recibida por los tonganos en Australia, y varias organizaciones en los Estados Unidos criticaron la decisión de HBO de emitirla.   Morgan Godfery, escribiendo en The Guardian, describió a Takalua como el "personaje más entrañable" de Lilley, pero dijo que había hecho a los polinesios "daños colaterales en [su] búsqueda de criticar el racismo". Godfery también sugirió que debido a que no todos los espectadores podían "identificar el propósito de Lilley", él era "en esencia, representando un espectáculo moderno de juglares".  Giles Hardie, que escribió para The New Daily, describió la serie como "bastante racista: juega con los rasgos culturales y las respuestas a una comunidad étnica", pero "afecta a una variedad de etnias y al hacerlo nos une a todos". Sin embargo, Hardie también notó que Lilley era "uno de los pocos comediantes en el mundo" que "obliga a la sociedad a reírse en reconocimiento de una realidad no reconocida y, mientras se ríe, participar en una introspección saludable", y concluyó que la serie no era "crear el estereotipo", sino "desafiar uno existente que se encuentra en la sociedad".
En 2017, se programó que la serie saliera al aire en Māori Television de Nueva Zelanda, sin embargo, la junta del canal canceló la transmisión, diciendo que el programa perpetuó los estereotipos negativos de las personas del Pacífico.

## Premios y nominaciones
| Año  | Premio       | Categoría         | Dirigido     | Resultado |
| ---- | ------------ | ----------------- | ------------ | --------- |
| 2015 | Logie Awards | Actor más popular | Chris Lilley | Nominado  |